# Burgruine Arnstein
Die Burgruine Arnstein ist die Ruine einer Höhenburg auf einem Ausläufer des Peilsteins im niederösterreichischen Dorf Maria Raisenmarkt. Erhalten sind Mauerreste eines Rundturmes, eines Burgtores und des Palas.

## Geschichte
Die Burg Arnstein wurde 1170 zum ersten Mal schriftlich erwähnt. Erster Burgherr und Erbauer der Anlage war Wichard von Arnstein, der zu dieser Zeit der Lehnsherr des Hohen Lindkogels und des Peilsteins war. Das Geschlecht derer von Arnstein besaß die Burg bis ins 14. Jahrhundert hinein. Ab 1329 wechselten die Besitzer mehrfach. Die Zerstörung der Burg Arnstein geschah höchstwahrscheinlich während der Ersten Wiener Türkenbelagerung im Jahr 1529. Die Burg wurde danach nicht wieder aufgebaut. Weitere überlieferte Besitzer der Ruine sind Angehörige des Adelsgeschlechts Wolzogen im 17. Jahrhundert, die das Anwesen an Kaiser Ferdinand II. veräußerten. Für das 19. Jahrhundert sind eine Familie namens Sima sowie die Grafen von Wimpffen als Besitzer der Burgruine verzeichnet. Verwertbare Steine der Burgruine wurden zum Teil durch die Einheimischen abgetragen und unter anderem für den Bau der Kirche in Raisenmarkt verwendet.

### Namensdeutung
Der Name Arnstein setzt sich zusammen aus Arn und Stein. Arn wird als Ableitung von Aar gedeutet, einer historischen Bezeichnung des Adlers, als Stein wurden bis ins Mittelalter Burgen allgemein bezeichnet. Die Bezeichnung Arnstein lässt sich also mit Adlerburg übersetzen.

### Sage
Über die Burg Arnstein ist die folgende Sage überliefert: Einst bewohnte eine bösartige Frau die Burg, die ihre Untergebenen und andere arme Leute stets schlecht behandelte, etwa indem sie ihre Hunde auf sie hetzte. Als ihr Mann, der Burgherr, auf einem Kreuzzug war, gebar sie ein Kind. Dieses war jedoch missgestaltet, es kam mit dem Gesicht eines Hundes zur Welt. Die Frau ertränkte es daraufhin. Als ihr Mann heimkehrte und von der Tat erfuhr, bestrafte er seine Frau für den Tod des Kindes. Er sperrte sie in ein Fass, das auf der Innenseite mit Nägeln präpariert war, und ließ sie damit den Felshang des Burgberges herunterrollen. An der Stelle, an der das Fass schließlich zum Stillstand kam, wurde der Legende nach die Kirche von Maria Raisenmarkt erbaut, die sich zu einem Wallfahrtsort entwickelte.

## Arnsteinhöhle und Arnsteinnadel

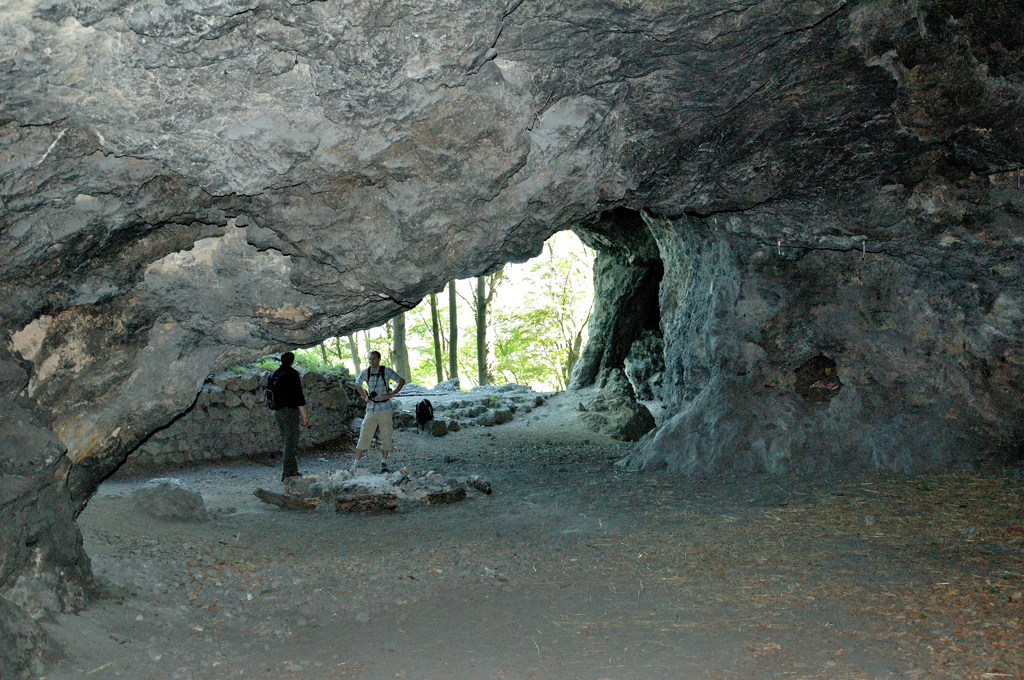
Arnsteinhöhle (Mai 2011)

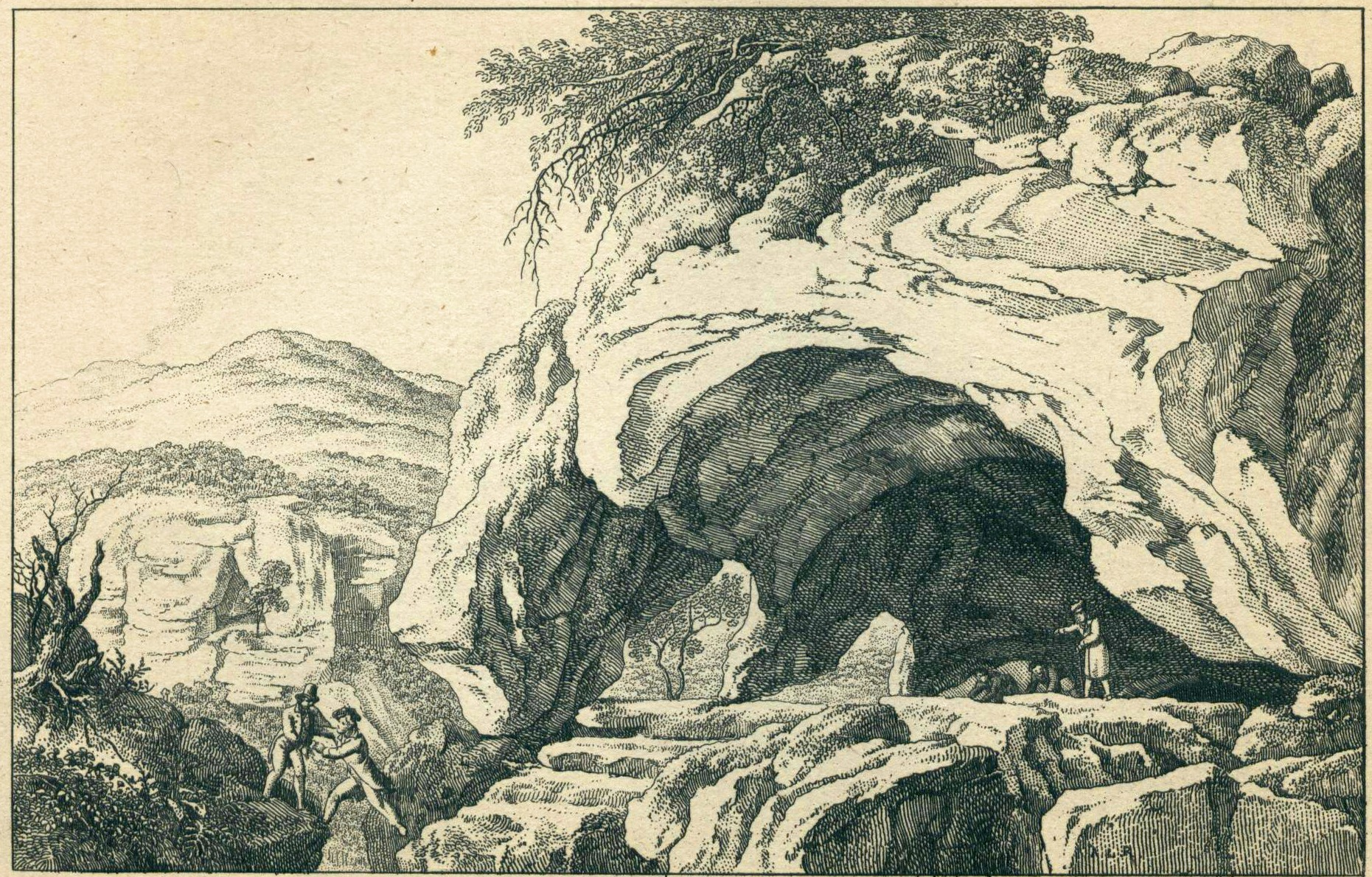
Arnsteinhöhle (um 1820)

Unterhalb der Burgruine befindet sich unter anderem die Arnsteinhöhle (Katasternummer 1911/4). Die insgesamt 128 Meter lange Höhle wurde wahrscheinlich von den Burgbewohnern als Stallung für das Vieh benutzt, am Eingang sind noch Reste von früherem Mauerwerk erhalten. Ende des 19. Jahrhunderts wurden in der Höhle Knochen von Höhlenbären, Höhlenhyänen und Rentieren entdeckt. Die daraufhin durchgeführten archäologischen Grabungen führten dazu, dass sich in der Bevölkerung das Gerücht verbreitete, in der Höhle wäre ein Goldschatz entdeckt worden. Das führte wiederum dazu, dass Einheimische begannen, in der Höhle und rings um die Burgruine nach den angeblichen verborgenen Schätzen zu graben. Heute wird die Arnsteinhöhle und der darüberliegende Burgfels durch den Österreichischen Gebirgsverein als Trainingsgebiet benutzt.
Die etwa 13 Meter hohe Arnsteinnadel ist die auffälligste Felsformation an der Burgruine. Die Felsnadel ist als Naturdenkmal klassifiziert und gilt als einsturzgefährdet. Ursprünglich war die Arnsteinnadel deutlich höher, da sich jedoch ein Teil der Felsen lockerte, musste dieser aus Sicherheitsgründen abgetragen werden. Einige Heimatforscher vermuten eine heidnische Kultstätte bei der Nadel, andere sehen in ihr ein Fruchtbarkeitssymbol. Die Erstbesteigung der Arnsteinnadel ist für das Jahr 1899 überliefert.

## Sonstiges
Am Ende des 19. Jahrhunderts wurden in den Überresten des Burgverlieses menschliche Knochen entdeckt. Der Amateurforscher Carl Kryspin veröffentlichte daraufhin einen Bericht, nach dem ein Einheimischer vom Burgfelsen stürzte und starb, als er sich der sagenumwobenen Wilden Jagd entgegenstellte, die über den Peilstein zog.